# 烏克蘭希臘禮天主教哈爾科夫督教區
烏克蘭希臘禮天主教哈爾科夫督教區（烏克蘭語：Харківський екзархат УГКЦ）是烏克蘭一個東儀天主教督教區（烏克蘭希臘禮），屬基輔-加里奇大總教區。是五個天主教大總主教督教區之一。
教區成立於2014年4月2日，現任督主教為巴西略·圖察佩茨。